# Vino rosso sangue
Vino rosso sangue è un cortometraggio per televisione del 2013, trasmesso da Sky Italia, contro la violenza sulle donne.